# International Habitation Module
Module de la station spatiale Lunar Gateway
International Habitation Module, plus généralement désigné par son acronyme I-Hab est un des modules de la station spatiale lunaire  Lunar Gateway qui doit servir de base pour les missions avec équipage à la surface de la Lune du programme Artemis. Le lancement est prévu en 2027.

## Description
I-Hab est un module d'habitation dans lequel l'équipage pourra prendre ses repas, effectuer sa toilette et dormir. Il fait partie des modules ajoutés dans une deuxième phase à la station spatiale  Lunar Gateway de manière à porter le volume habitable  total de la station spatiale avec le module HALO à 125 m³. La fourniture de ce module fait partie des contributions de l'Agence spatiale européenne au programme Artemis. Celle-ci a sélectionné pour sa construction la filiale italienne de Thales Alenia Space qui a déjà construit plusieurs modules de la Station spatiale internationale. Le cout de fabrication est de 327 millions € . I-Hab dispose de deux ports d'amarrage radiaux dont un permettra l'amarrage d'un futur module sas, et deux ports longitudinaux qui d'une part la solidarisera avec la station spatiale via le module HALO et d'autre part permettra au vaisseau Orion de s'amarrer. Pour permettre le lancement du module par le lanceur Falcon Heavy (en lieu et place du lanceur SLS envisagé initialement), les dimensions de i-Hab ont été réduites avec une longueur de 5,9 mètres (contre 6,6 mètres) et un diamètre de 3,4 mètres (contre 4,2 m.). Ces contraintes proviennent de la taille de la coiffe plus réduite et la nécessité d'emporter un module propulsif chargé de manœuvrer le module jusqu'à son amarrage à la station spatiale.

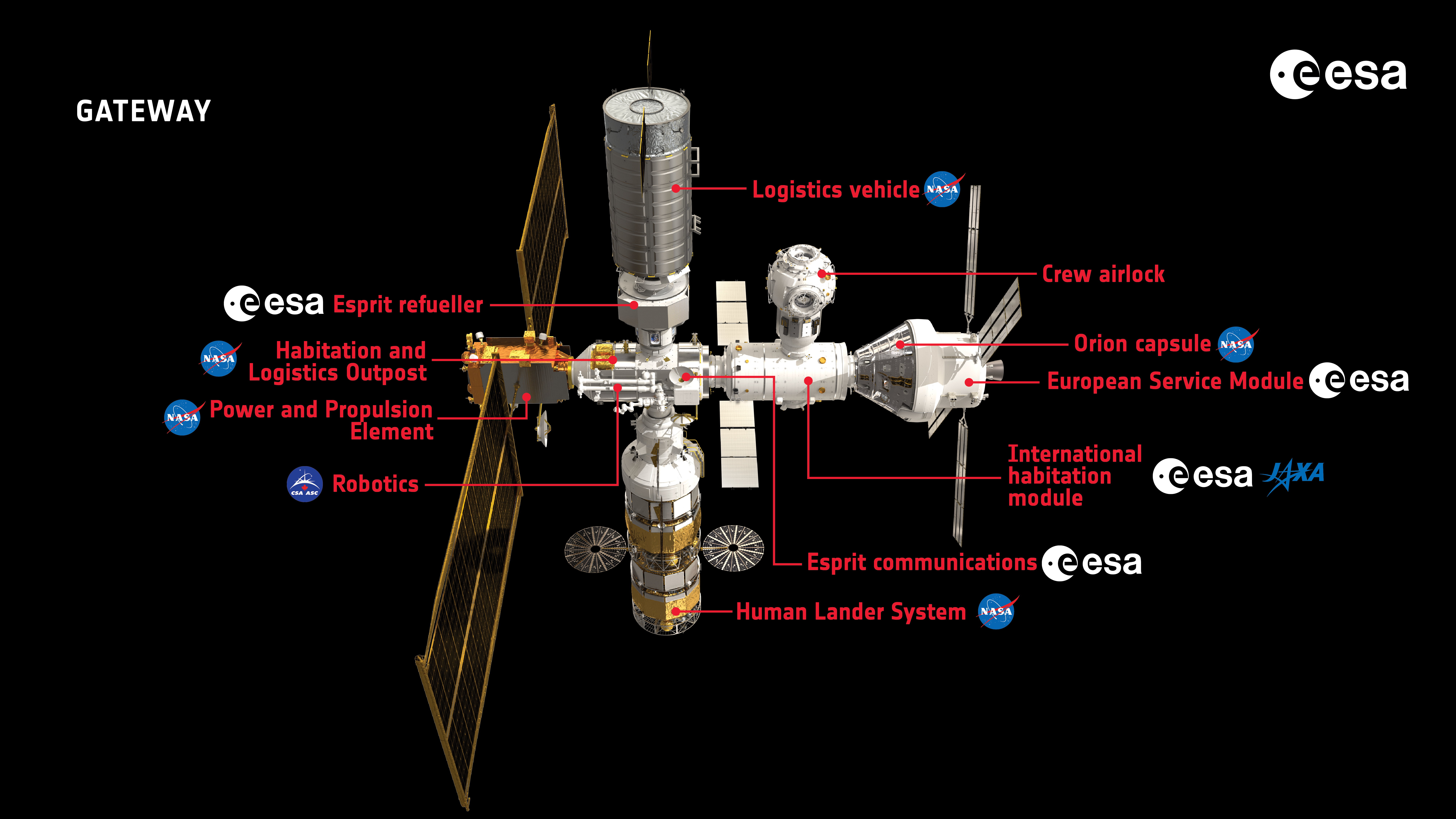
La station spatiale lunaire avec l'ensemble des modules envisagés : PPE, HALO, ESPRIT, iHAB, module sas et bras robotique Canadarm 3. Dans ce schéma trois vaisseaux sont amarrés à la station : le vaisseau Orion qui assure le transfert de l'équipage entre la Terre et la Lune, le vaisseau HLS (représentation très approximative) qui doit déposer l'équipage à la surface de la Lune et un cargo spatial chargé du ravitaillement de la station spatiale.